# Стахура Данило
Данило Стахура (19 грудня 1860, Поляни, Дуклянський повіт, Королівство Галичини та Володимирії, Австрійська імперія — 20 грудня 1938, Прага, Чехословаччина) — український суспільний і політичний діяч, адвокат; організатор Самбірщини, Ярославщини, Любачівщини й Берегівщини, посол до австрійського парламенту від Національно-Демократичної Партії (1907–1911). Доктор права.

## Життєпис
Данило Стахура народився в селянській родині в містечку Поляни Дуклянського повіту на Лемківщині.
Гімназію закінчив у Перемишлі, правничі студії у Львові. На Самбірщині працював із 1891 року, організатор філії товариства «Просвіта» в Самборі з 03.09.1891. З 1898 закладав читальні «Просвіти», курси для неграмотних, торговельні спілки, каси, крамарські курси, курси хліборобського вишколу, організує політичне життя тощо. У 1903 організовує «Народний Комітет», в 1907 році його обрали до австрійського парламенту від 67-го двомандатного округу (судові повіти Ярослав, Радимно, Любачів, Чесанів, Сенява і Порохник). У парламенті увійшов до Руського клубу. Співорганізатор каси «Народний Дім» (згодом галицький Українбанк), філії «Сільський Господар» в Самборі.
У квітні 1915 року вивезений росіянами до Симбірську, після лютневої революції 1917 року повернувся та оселився в м. Берегове на Закарпатті, де заклав філію «Просвіти» і та її кружки у довколишніх селах. Тут він отримує горожанство, у 1920 році стає радником, а у 1937 році — надрадником окружного суду, голови сенату та віце-президента суду.
1932 року віддає товариству «Бойківщина» у безоплатну оренду на 10 років частину своєї кам'яниці на вул. Тихій, 1 у Самборі під музей «Бойківщина», який згодом підтримував експонатами та розвідками бойківських писанок. З 1934 року на пенсії в Ужгороді, далі працюючи в «Просвіті».
Помер 20 грудня 1938 року в м. Празі, під час відвідин своєї родини на свята. Похований на Ольшанському цвинтарі у Празі.

## Родина
Виховав п'ятеро дітей — двох синів Романа і Михайла, що продовжили справу батька і стали адвокатами; Роман мешкав у Сваляві, а Михайло — у Севлюші та трьох доньок.